# Liste der Kreisstraßen im Landkreis Ludwigsburg
Diese Liste enthält die Kreisstraßen im baden-württembergischen Landkreis Ludwigsburg.

## Abkürzungen
- K: Kreisstraße
- L: Landesstraße

## Liste
Die Kreisstraßen behalten die ihnen zugewiesene Nummer nicht bei einem Wechsel in einen anderen Stadt- oder Landkreis. Nicht vorhandene bzw. nicht nachgewiesene Kreisstraßen sind kursiv gekennzeichnet, ebenso Straßen und Straßenabschnitte, die unabhängig vom Grund (Herabstufung zu einer Gemeindestraße oder Höherstufung) keine Kreisstraßen mehr sind.
Der Straßenverlauf wird in der Regel von Nord nach Süd und von West nach Ost angegeben.
| Nr.    | Verlauf |
| ------ | --- |
| K 1600 | /L 1130 in Bietigheim-Bissingen – L 1113 – Geisingen – L 1138 – Heutingsheim – L 1129                                       |
| K 1602 | L 1100 – K 1695 in Marbach am Neckar                                                                                        |
| K 1603 | L 1124 in Marbach am Neckar – Erdmannhausen – K 1605 – Affalterbach – K 1604 – L 1127                                       |
| K 1604 | (K 1835 im Rems-Murr-Kreis) – Kreisgrenze – K 1603 in Affalterbach                                                          |
| K 1605 | L 1127 – K 1605 in Erdmannhausen                                                                                            |
| K 1606 | L 1124/L 1126 – Kreisgrenze – (K 1834 im Rems-Murr-Kreis)                                                                   |
| K 1607 | (K 1828 im Rems-Murr-Kreis) – Kreisgrenze – L 1115 – L 1124                                                                 |
| K 1608 | K 1702 in Kleinbottwar – Forsthof – L 1115                                                                                  |
| K 1609 | K 1610/K 1611 in Höpfigheim – L 1125 in Murr                                                                                |
| K 1610 | K 1609/K 1611 in Höpfigheim – Kreuzwegäcker – L 1100 – L 1126 in Steinheim an der Murr                                      |
| K 1611 | K 1700 – K 1609/K 1610 in Höpfigheim                                                                                        |
| K 1612 | L 1100 in Sauserhof – Hof – Lembach                                                                                         |
| K 1613 | L 1117 – Kreisgrenze – (K 2092 im Landkreis Heilbronn)                                                                      |
| K 1614 | K 1615 in Prevorst (Exklave) – Kreisgrenze – (K 2096 im Landkreis Heilbronn)                                                |
| K 1615 | (K 2092 im Landkreis Heilbronn) – Kreisgrenze – Prevorst (Exklave) – K 1605 – Kreisgrenze – (K 2092 im Landkreis Heilbronn) |
| K 1616 | (K 2091 im Landkreis Heilbronn) – Kreisgrenze – L 1117 in Gronau                                                            |
| K 1617 | (K 2108 im Landkreis Heilbronn) – Kreisgrenze – Winzerhausen – K 1676 – Holzweiler Hof – L 1115                             |
| K 1618 | K 1677 in Hessigheim – Schreyerhof – Kleiningersheim – K 1619 – L 1117 in Großingersheim                                    |
| K 1619 | L 1113 – K 1618 in Kleiningersheim                                                                                          |
| K 1620 | L 1115 – K 1677 in Hessigheim                                                                                               |
| K 1621 | (K 2085 im Landkreis Heilbronn) – Kreisgrenze – Ottmarsheim – L 1115                                                        |
| K 1622 | K 1623 in Gemmrigheim – K 1625                                                                                              |
| K 1623 | K 1625 – Gemmrigheim – K 1622 – L 1115 in Besigheim                                                                         |
| K 1624 | K 1625 – Kreisgrenze – (K 2081 im Landkreis Heilbronn)                                                                      |
| K 1625 | in Kirchheim am Neckar – K 1623 – Gemmrigheim – K 1624 – L 1115 in Ottmarsheim                                              |
| K 1627 | (K 2072 im Landkreis Heilbronn) – Kreisgrenze – L 2254 – in Kirchheim am Neckar                                             |
| K 1629 | L 1107 in Bönnigheim – K 1630 – Hofen –                                                                                     |
| K 1630 | L 1107 in Erligheim – K 1629 in Hofen                                                                                       |
| K 1631 | L 1106 – L 1107 in Erligheim                                                                                                |
| K 1632 | (K 2069 im Landkreis Heilbronn) – Kreisgrenze – L 1106                                                                      |
| K 1633 | L 1106 in Freudental – L 1141 – L 1107                                                                                      |
| K 1635 | L 1141 in Kleinsachsenheim – Metterzimmern – L 1125 in Bietigheim-Bissingen                                                 |
| K 1636 | L 1125 in Bietigheim-Bissingen – L 1110 in Bietigheim-Bissingen                                                             |
| K 1638 | L 1106/L 1110 in Hohenhaslach – L 1131 in Sersheim                                                                          |
| K 1639 | L 1141 – Oberriexingen – K 1683 – K 1685                                                                                    |
| K 1641 | L 1110 in Ochsenbach – Spielberg – L 1110                                                                                   |
| K 1642 | (K 2061 im Landkreis Heilbronn) – Kreisgrenze – K 1643 – Häfnerhaslach – K 1644 – Kirbachhof – L 1110 in Ochsenbach         |
| K 1643 | (K 2062 im Landkreis Heilbronn) – Kreisgrenze – K 1642 in Häfnerhaslach                                                     |
| K 1644 | K 1642 in Häfnerhaslach – L 1131 in Gündelbach                                                                              |
| K 1648 | (K 4505 im Enzkreis) – Kreisgrenze – Roßwag – K 1649 – – Vaihingen an der Enz – K 1696 –                                    |
| K 1649 | K 1648 in Roßwag – L 1125 – Aurich – L 1135 – K 1688 in Enzweihingen                                                        |
| K 1651 | L 1135 in Nussdorf – K 1688 in Eberdingen                                                                                   |
| K 1652 | – Hardt- und Schönbühlhof –                                                                                                 |
| K 1653 | L 1136 in Hochdorf – K 1686 – K 1687 – K 1654 – Heimerdingen – L 1177 – Kreisgrenze – (K 1017 im Landkreis Böblingen)       |
| K 1654 | K 1688 – K 1653 – L 1140 in Hemmingen                                                                                       |
| K 1655 | – L 1140 in Schwieberdingen                                                                                                 |
| K 1656 | L 1136 in Schöckingen – L 1141                                                                                              |
| K 1657 | (K 1010 im Landkreis Böblingen) – Kreisgrenze – L 1141 in Gerlingen                                                         |
| K 1659 | L 1148/L 1180 in Gerlingen – Kreisgrenze – (K 9505 in Stuttgart)                                                            |
| K 1660 | L 1141 in Markgröningen – K 1705 – K 1661/K 1662/K 1693 in Möglingen                                                        |
| K 1661 | L 1140 – K 1660/K 1662/K 1693 in Möglingen                                                                                  |
| K 1662 | K 1660/K 1661/K 1693 in Möglingen – L 1140                                                                                  |
| K 1663 | L 1129 – Schlossberg – L 1124                                                                                               |
| K 1664 | L 1100/L 1124 – Poppenweiler – K 1695                                                                                       |
| K 1666 | L 1140 – L 1100 |
| K 1667 | L 1100 – Hochberg – K 1668 – Kreisgrenze – (K 1849 im Rems-Murr-Kreis)                                                      |
| K 1668 | K 1673 in Hochdorf – K 1667 in Hochberg                                                                                     |
| K 1669 | L 1127 in Affalterbach – Siegelhausen – K 1673 in Hochdorf                                                                  |
| K 1671 | in Bietigheim-Bissingen – L 1110 – Tamm – K 1705 – L 1138 in Markgröningen                                                  |
| K 1672 | L 1138 in Benningen am Neckar – L 1129                                                                                      |
| K 1673 | K 1695 in Poppenweiler – Hochdorf – K 1669 – Kreisgrenze – (K 1909 im Rems-Murr-Kreis)                                      |
| K 1674 | L 1127 in Affalterbach – Birkhau – Kreisgrenze – (K 1905 im Rems-Murr-Kreis)                                                |
| K 1676 | (K 2156 im Landkreis Heilbronn) – Kreisgrenze – Winzerhausen – K 1617 – L 2253 in Großbottwar                               |
| K 1677 | L 1115 in Besigheim – Hessigheim – K 1618 – K 1700 in Mundelsheim                                                           |
| K 1678 | L 1110 – in Bietigheim-Bissingen                                                                                            |
| K 1679 | L 1107 in Bönnigheim – Hohenstein – in Kirchheim am Neckar                                                                  |
| K 1680 | (K 2150 im Landkreis Heilbronn) – Kreisgrenze – L 1107 in Bönnigheim                                                        |
| K 1681 | L 1106 in Freudental – L 1107 in Löchgau                                                                                    |
| K 1682 | L 1106 in Horrheim – L 1131 – L 1125                                                                                        |
| K 1683 | L 1131 in Sersheim – L 1125 – K 1639 in Oberriexingen                                                                       |
| K 1684 | L 1141 – L 1110 in Untermberg                                                                                               |
| K 1685 | in Enzweihingen – K 1639 – L 1141 in Unterriexingen                                                                         |
| K 1686 | K 1688 in Riet – K 1653 in Hochdorf                                                                                         |
| K 1687 | K 1688 in Eberdingen – K 1653 in Hochdorf                                                                                   |
| K 1688 | in Enzweihingen – K 1649 – Riet – K 1686 – K 1694 – Eberdingen – K 1651 – K 1687 – K 1654 – L 1177                          |
| K 1689 | (K 1059 im Landkreis Böblingen) – Kreisgrenze – L 1177                                                                      |
| K 1690 | L 1140 in Hemmingen – L 1141                                                                                                |
| K 1692 | in Ludwigsburg – Grünbühl – Pattonville – L 1144 in Aldingen                                                                |
| K 1693 | L 1138 in Asperg – K 1660/K 1661/K 1662 in Möglingen                                                                        |
| K 1694 | L 1135 in Nussdorf – K 1688 in Riet                                                                                         |
| K 1695 | L 1127 in Marbach am Neckar – K 1602 – K 1664 – Poppenweiler – K 1673 – L 1100                                              |
| K 1696 | L 1125 in Kleinglattbach – K 1698 – Vaihingen an der Enz – K 1648 – /L 1125                                                 |
| K 1697 | (K 4579 im Enzkreis) – Kreisgrenze – K 1698 – L 1106/L 1125 in Kleinglattbach                                               |
| K 1698 | K 1697 – L 1125 – K 1696 in Vaihingen an der Enz                                                                            |
| K 1699 | (K 4574 im Enzkreis) – Kreisgrenze – L 1106 in Ensingen                                                                     |
| K 1700 | L 1115 – Mundelsheim – K 1677 – Seelhofen – K 1611 – L 1125 in Pleidelsheim                                                 |
| K 1702 | L 1100 in Großbottwar – Kleinbottwar – K 1608 – L 1126 in Steinheim an der Murr                                             |
| K 1704 | L 1141 – L 1137/L 1141 in Ditzingen                                                                                         |
| K 1705 | K 1671 – L 1138 – Markgröningen – K 1660 – L 1141                                                                           |